# Minto (Manitoba)
Pour les articles homonymes, voir Minto.
Minto est une communauté du Manitoba située au sud-ouest de la province dans la municipalité rurale de Whitewater.

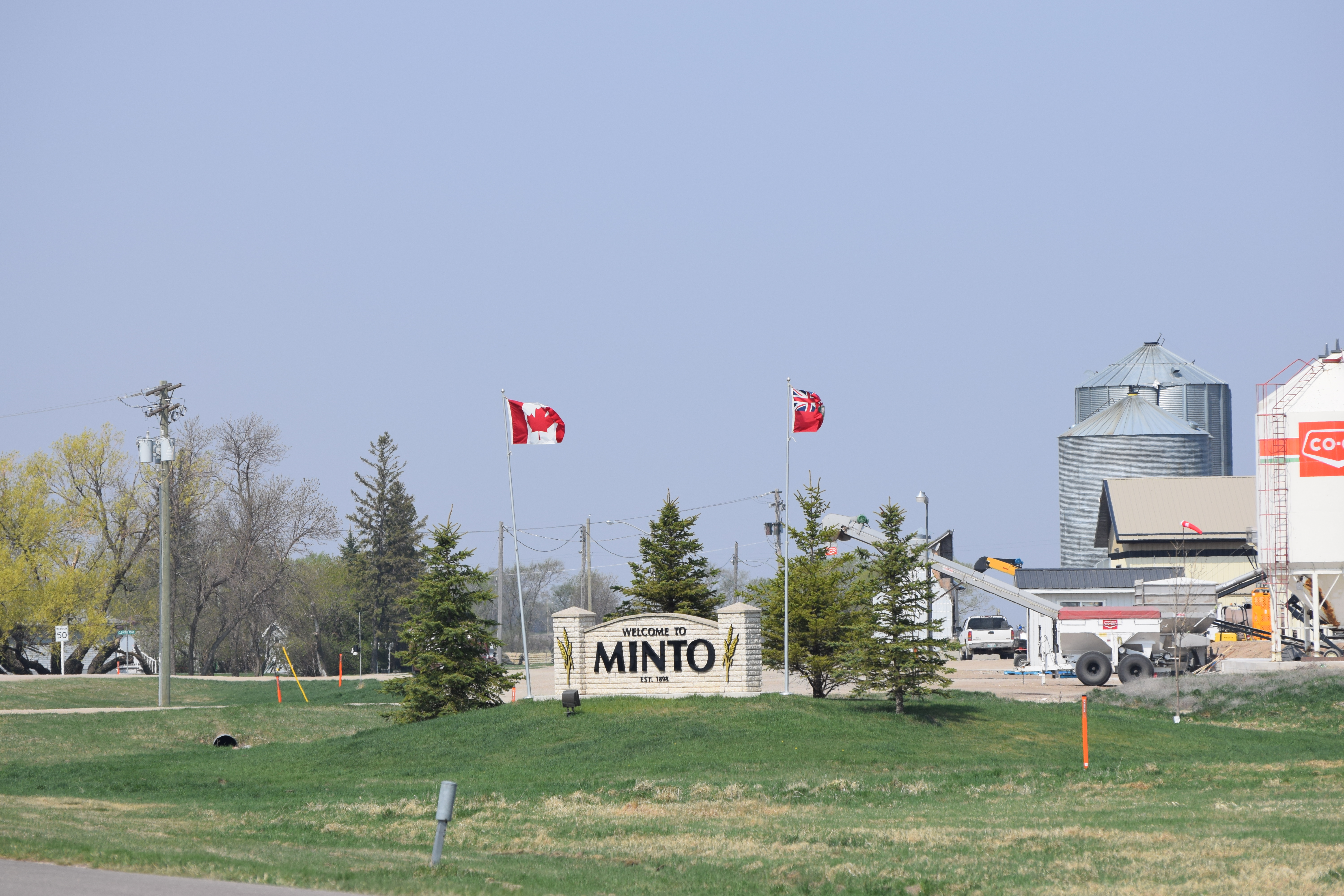
Panneau de bienvenue pour Minto, Manitoba

La communauté était jadis située sur le trajet du chemin de fer du Canadian National et un bureau de poste était également situé à cet endroit. La communauté fut nommée en 1899 d'après Sir Gilbert Elliot-Murray-Kynynmound, 4e comte de Minto, qui fut gouverneur général du Canada.

## Référence
- (en) Cet article est partiellement ou en totalité issu de l’article de Wikipédia en anglais intitulé « Minto, Manitoba » (voir la liste des auteurs).